# Tanatchivia
Tanatchivia är ett släkte av tvåvingar. Tanatchivia ingår i familjen rovflugor.
Kladogram enligt Catalogue of Life:
| Tanatchivia | \| \| Tanatchivia chimaera \| \| \| \| \| \| Tanatchivia hradskyi \| \| \| \| |
|             | \| \| Tanatchivia chimaera \| \| \| \| \| \| Tanatchivia hradskyi \| \| \| \| |
|             | Tanatchivia chimaera                                                          |
|             |                                                                               |
|             | Tanatchivia hradskyi                                                          |
|             |                                                                               |